# مزاحمة اقتصادية

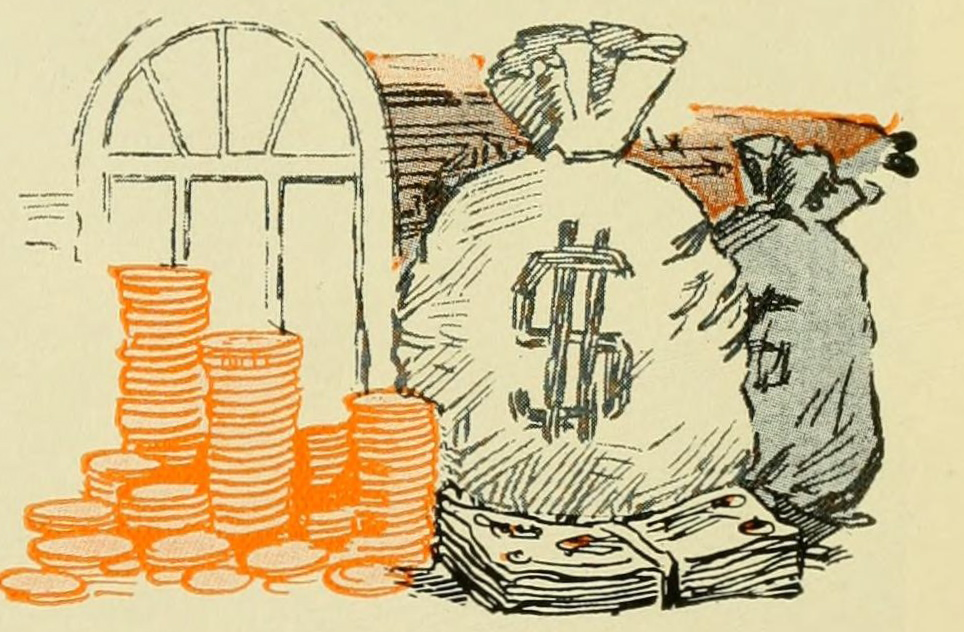
حقائب المال ، بقعة فنية من كتيب "نيو أورلينز - مدينة الرومانسية القديمة والفرصة الجديدة".

مزاحمة اقتصادية أو المزاحمة (بالإنجليزية: Crowding in-out)‏، في علم الاقتصاد، هو أن الحكومة قد تلجأ للحصول على التمويل إلى ان تزاحم القطاع الخاص لدى البنوك من اجل نيل القروض في مقابل إصدار أذون الخزانة التي يصدرها البنك المركزي ذات الفائدة المرتفعة التي تفضلها البنوك هربا من مخاطر اقراض القطاع الخاص هذا ما يطلق عليه المزاحمة (crowding out) بمعنى إحلال نشاط اقتصادي عام محل نشاط اقتصادي خاص، كما أن المزاحمة كظاهرة اقتصادية تحدث عند ازدياد تدخل الحكومة في أحد قطاعات اقتصاد السوق، مما يؤثر على العرض أو الطلب داخل السوق.

## المزاحمة والقروض
تؤدي البنوك أدوارا متعددة لخدمة النشاط الاقتصادي لأية دولة، وذلك في إطار أن الغرض الأساسي للبنوك هو خدمة التنمية، ولكن ينبغي أن تبقي البنوك على حالة من التوازن في أنشطتها المختلفة بما يؤدي إلى تحقيق الأهداف القومية من جهة، والوصول إلى أوضاع مالية متوازنة تكون نتيجتها تحسن الهياكل المالية للبنوك.
من اشكال المزاحمة هو ما يحدث عند توسع السياسة المالية فتخفض الانفاق الاستثماري للقطاع الخاص، فالاقتراض الحكومي يزاحم استثمارات القطاع الخاص. وبمكن أن تكون المزاحمة من خلال تقديم الحكومة سلعة أو خدمة ما يمكن أن تكون فرصة عمل للقطاع الخاص.
إن زيادة الانفاق الحكومي مع انخفاض عائدات الضرائب يؤدي إلى عجز يتم تمويله عادة عن طريق الاقتراض، زيادة الطلب على الاقتراض يؤدي إلى منافسة الحكومة للقطاع الخاص على الأموال المتاحة للاستثمار، فترتفع الفائدة مما يؤدي إلى انخفاض في الاستثمار، إلى أن هذا كله مازال محل جدل في الاقتصاد الكلي، وتختلف المدارس حول رد الفعل على الاقتراض الحكومي.
أيضا يختلف أثر المزاحمة بحسب وضع الاقتصاد، فإذا كان الاقتصاد في حالة القدرة أو العمالة الكاملة، وحدث عجز مفاجأ لدى الحكومة (برامج تحفيز)، يمكن حينها أن يؤدي منافسة الحكومة لأموال القروض الشحيحة إلى زيادة في أسعاد الفائدة وخفض الاستثمار الخاص أو الاستهلاك، وبالتالي فإن أثر التحفيز يتلاشى امام أثر المزاحمة. ويمكن، من حيث المبدأ تجنب المزاحمة إذا تم تمويل العجز ببساطة عن طريق طباعة النقود، ولكن هذا يحمل هموم تسريع التضخم. وفي حالة الاقتصاد الذي يكون بأقل من طاقته، وهناك فائض من الأموال المتاحة للاستثمار، ففي هذه الحالة لا يؤدي اقتراض الحكومة إلى منافسة للقطاع الخاص، ويكون برنامج التحفيز أكثر فعالية بكثير.

## الآثار السلبية للمزاحمة
أولاان التمويل من خلال الدين العام يسبب آثارا طاردة أو مزاحمة (Crowding out effects)، لان الأموال التي اكتتب بها القطاع العام زاحمت القطاع الخاص والأفراد في الاستحواذ على الادخار المتاح الذي كان بالإمكان توجيهه نحو الاستثمار أو بناء المنازل أو زيادة الاستهلاك الذي من شأنه تحفيز الإنتاج وما يترتب عن ذلك من عدم استيعاب العمالة وارتفاع البطالة وانخفاض معدل النمو مما يؤثر بالسلب على مستوى معيشة الفرد.
ثانيالتشجيع الاكتتاب في الدين العام قد تلجأ السلطات العامة إلى رفع أسعار الفائدة على السندات الحكومية. والنتائج المحتملة لذلك إضافة إلى انخفاض الاستثمار الخاص تكون ارتفاع معدلات التضخم.
ثالثاحدوث خلل في الميزان التجاري نظرا لعدم تمويل القطاع الخاص ينتج عنه انخفاض قدرته على التصدير للخارج وينعكس ذلك على زيادة سعر صرف العملة الأجنبية نتيجة انخفاض قيمة العملة المحلية مقارنة بالدولار.
رابعاعدم الاهتمام بتمويل المشروعات الصغيرة والمتوسطة من البنوك واستثمارها في السندات الحكومية المؤكدة المكسب.